# NBA 2K18
《NBA 2K18》是一款籃球電子遊戲，由Visual Concepts開發，2K Sports發行。《NBA 2K18》是《NBA 2K17》的續作。遊戲於2017年9月19日在Windows、PlayStation 4、PlayStation 3、Xbox One、Xbox 360和任天堂Switch平台上推出。
傳奇珍藏版封面人物為俠客·歐尼爾；一般版封面人物為凱里·厄文；加拿大版封面人物則為德瑪爾·德羅贊。

## 評價
| 汇总媒体     | 得分                                 |
| ------------ | ------------------------------------ |
| GameRankings | 75.40% (PS4) 75.00% (X1) 73.33% (NS) |
| Metacritic   | 82/100 (PS4) 85/100 (X1) 77/100 (NS) |

《NBA 2K18》獲得IGN8.4分的評價。IGN表示《NBA 2K18》在球場上又向前邁進了一步，改進了本系列已經很好的遊戲玩法。當你在運球和防守時，你會發現這些動作對於你所控制的球員來說都是有意義的。新的職業模式元素融入到鄰里社區中，使其煥發了新的生機。但是對於MyGM中沒有意義的故事元素來說，微交易現在對遊戲的影響太大了。不過瑕不掩瑜，《NBA 2K18》依舊是一款好遊戲。

### Steam評價大量負評
《NBA 2K18》在PC平台上正式推出沒幾天之後，在Steam上面就獲得了「大多負評」的評價，可以說是PC版《NBA 2K》系列歷代評價最差的一款作品。
玩家們普遍不滿的原因主要集中在網路問題居多，許多玩家表示，他們難以連上遊戲的伺服器。即使連上也很少能打完一局完整的比賽。除了網路連線的問題外，也有玩家對遊戲質量提出了不滿。《NBA 2K》系列遊戲似乎有向RPG遊戲跟進的趨勢，特別是在MyCAREER模式的部分，而玩家們有關遊戲質量的差評，也主要集中在此處。也有不少玩家表示，MyCAREER模式的許多劇情動畫因為無法跳過，嚴重影響遊戲節奏。也有玩家認為，MyCAREER模式的課金內容過多，玩家必須要購買虛擬貨幣（Virtual Currency）才能讓自己的球員變強。至於模組難看，優化過差以及BUG過多這些問題也是玩家非常在意的點。

### 任天堂Switch版嚴重掉幀
由於任天堂Switch的機能問題，因此任天堂Switch版的《NBA 2K18》是鎖定30幀運行，但是在過場動畫中會嚴重掉到30幀以下。